# Erphaea pumicosa
Erphaea pumicosa là một loài bọ cánh cứng trong họ Cerambycidae.